# مجموعة داتا كاش
مجموعة داتا كاش (بالإنجليزية: DataCash)، وهي جزء من مجموعة ماستركارد، هي شركة لتحويل الدفعات المالية تقوم بتقديم بوابة عالمية لتأمين تحويل الدفعات المالية متعددة القنوات وخدمات إدارة المخاطر والاحتيالات.

## معلومات تاريخية
تأسست الشركة في عام 1996 لتكون بوابة سداد تهدف لتلبية احتياجات قنوات التجارة الإلكترونية الناشئة، وقد أدت سلسلة مبكرة من عمليات الدمج والاستحواذ إلى التوسع داخل أسواق محددة (لاسيما في قطاعي خطوط الطيران والسفر) وكذلك تغطية بيئة حامل البطاقة الحاضر. وفي عام 2009، قامت الشركة بتوسيع نشاطها في مجال مقاومة الاحتيال بالاستحواذ على مجموعة الرجل الثالث (The 3rd Man). وقد أصبحت هذه شركةً فرعية تملكتها شركة ماستركارد بالكامل منذ عام 2010، وذلك عندما تم بيعها مقابل مبلغ 333 مليون جنيه إسترليني.
في أوائل عام 2012، تم إعلان مجموعة داتا كاش كشريك لـ الملصق الأبيض لدعم بوابة إلافون (Elavon) العالمية للتجارة الإلكترونية في أوروبا، كجزء من مخططات توسع البنك الأمريكي.

## وصلات خارجية
- datacash.com